# National Iranian Oil Company
 Der er for få eller ingen kildehenvisninger i denne artikel, hvilket er et problem. Du kan hjælpe ved at angive troværdige kilder til de påstande, som fremføres i artiklen.

National Iranian Oil Company (NIOC) er det nationale olie- og gasselskab i Iran. Selskabet har hovedkontor i Teheran, og er under kontrol af det iranske oliedepartement under den iranske regering.
NIOC blev etableret i 1948, og driver udforskning, produktion, markedsføring og salg af olie og naturgas fra iranske oliefelter. Olieselskabet kontrollerer dermed 10% af verdens olie- og gasreserver. Datterselskabet Iranian Oil Company ejer 50 % af oliefeltet Rhum i den britiske sektor af Nordsøen.